# التهاب الملتحمة التحسسي

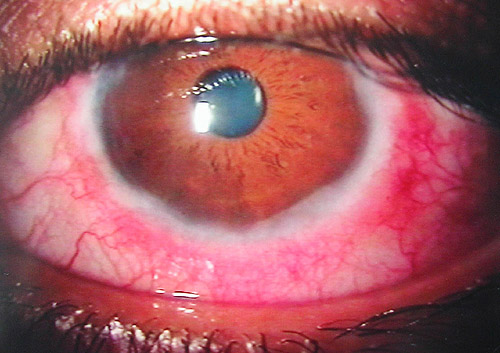
الحساسية الربيعية

الحساسية الربيعية أو التهاب الملتحمة التحسسي. هو التهاب ملتحمة العين وهو مرض متكرر الظهور ويصيب كلتا العينين، تزول أعراض الالتهاب وحده، وله فترة ظهور موسمية منتظمة.

## الأعراض السريرية
- الأعراض: تتميز الحساسية الربيعية بالشعور بالحك والحرق والذي قد يكون غير محتمل ويزداد عند وجود الشخص في جو دافئ ورطب. ومن الأعراض المرافقة أيضاً: خوف مرضي بسيط من الضوء، دمعان، إخراجات خيطية من العين، وثقل في جفن العين.
- يمكن وصف علامات المرض بثلاثة أشكال سريرية

1. الشكل الجفني، عادة ما يشمل ملتحمة قوس الجفن العلوي لكلا العينين.
2. الشكل النمطي النموذجي عادةً ما يتميّز بوجود حُليمات صلبة مسطحة القمة مرتبة على غراء طريق مرصوف. في الحالات الشديدة، تتكاثر الحليمات لتنتج الحليمات العملاقة كدرنات القرنبيط.
3. الشكل البصلي، يتميز باحتقان مثلثي ذو لون أحمر غامق في منطقة الجفن، بالإضافة لتراكم هلامي سميك من النسيج حول الحوف ووجود بقع بيضاء مميزة في منطقة الحوف (بقع ترانتا).
4. الشكل المختلط، تظهر مواصفات كل من الشكل الجفني والبصلي.

## أسباب المرض
يعتبر التهاب القرنية والملتحمة الربيعي اضطرابٌ تحسسي حيث تلعب الغلوبولينات المناعية من النوع هـ: (IgE)، دوراً في آلية حدوث المرض. عادة ما يعطي المرضى تاريخاً عائلياً للإصابة بأمراض تأتبية (حساسية) أخرى مثل حمى القش، الربو، أو الإكزيما وتَظهر كثرة اليوزينيات في الدم المحيطي بالإضافة لارتفاع تركيز الغلوبولينات المناعية من نوع «هـ» في مصل الدم.

### العوامل المؤهِّبة للمرض
- العمر والجنس: يصيب الأعمار 4-20 سنة، والذكور أكثر عرضة للإَصابة من الإناث.
- فصل السنة: ينتشر المرض في الصيف، وهنا يعتبر إطلاق (الحساسية الربيعية) على المرض خطأ في التسمية، حيث تم تسميته مؤخراً ب (التهاب الجو الدافئ).
- المناخ: ينتشر المرض في المناطق المدارية وتكثر حالات الإصابة بالالتهاب في شهور الصيف الحارة ولذلك فإن المصطلح الأكثر ملائمة له هو (حساسية الصيف).[4]

## علم الأمراض (المَرَضِيَّات)
- تعرُض النسيج الطلائي المبطن للملتحمة لفرط التنسّج وإرساله إسقاطات للنسيج تحت الطلائي.
- وجود ارتشاح خلوي للطبقة الغدانيّة من قبل خلايا يوزينيّة، ليمفية، بلازمية، ومنسجة.
- تكاثر الطبقة الليفية والتي تتعرض بعد ذلك لتغيرات هيالينية.
- تكاثر الأوعية الدموية في الملتحمة وزيادة نفاذيتها وتوسعها.

## الأعراض السريرية
الأعراض: تتميز الحساسية الربيعية بالشعور بالحك والحرق والذي قد يكون غير محتمل ويزداد عند وجود الشخص في جو دافئ ورطب. ومن الأعراض المرافقة أيضاً: خوف مرضي بسيط من الضوء، دمعان، إخراجات خيطية من العين، وثقل في جفن العين.

### اعتلال القرنية الربيعي
تدخل القرنية في الحساسية الربيعية، قد تكون أولية أو ثانوية لتمدد الآفات الحوفية. يضم اعتلال القرنية 5 أنواع من الآفات:
1. التهاب النسيج المبطن للقرنية المنقط.
2. التهاب القرنية الربيعي التقرحي.
3. لويحات القرنية الربيعية.
4. تندب تحت النسيج المبطن.
5. قوس شيخوخية كاذب.

## العلاج
- العلاج الموضعي: الستيرويدات الموضعية فعالة. وبعض العلاجات المستخدمة تتضمن فلوروميثولون، ميدريزون، بيتاميثازون أو ديكساميثازون. مثبتات الخلايا البدينة، مثل: قطرات كروموغليكات الصوديوم (2%) المستخدمة 4-5 مرات في اليوم ثبتت فاعليتها في التحكم بالالتهاب، بالأخص التأتبي منه. قطرات أزيلاستين أيضاً مفيدة. يمكن استخدام مضادات الهستامين الموضعية. استخدام أسيتيل سيستاين (0.5%) موضعياً له خواص تمكنه من تحليل الميوسين ومفيد لعلاج تشكل اللويحات المبكر. في الحالات غير المستجيبة للعلاج، يتم استخدام السايكلوسبورين.
- العلاج الجهازي (المجموعي): في الحالات الشديدة، يتم استخدام مضادات الهيستامين الفموية أو الستيرويدات الفموية.
- علاج الحليمات كبيرة الحجم: إضافة البرودة، أو إزالة جراحية أو وضع ستيرويدات ذات فعالية طويلة فوق الجفن.
- علاجات عامة: تتضمن استخدام نظارات غامقة لتجنب حساسية الضوء وضمادات باردة وقطع ثلجية لتخفيف الألم، تغيير المكان من دافئ إلى بارد.
- إزالة التحسس: تمت محاولة إزالة التحسس، لكن دون نتائج مرضية.

### معالجة اعتلال القرنية الربيعي
1. يحتاج التهاب النسيج السطحي للقرنية المنقط لعلاج زائد عدا عن زيادة الستيرويدات المستخدمة تنقيطاَ. تحتاج لويحات القرنية الربيعية لإزالة جراحية. التهاب القرنية الربيعي التقرحي يحتاج لعلاج جراحي على شكل إنضار (إزالة المواد الغريبة والأنسجة الميتة)، أو اقتطاع القرنية السطحي، أو اقتطاع القرنية العلاجي عن طريق استخدام أشعة الليزر الفوق بنفسجية، بالإضافة إلى زرع الغشاء الأمنيوني لتعزيز تكاثر خلايا السطح المبطن.

1. "PROSE"وهو «تبديل صناعي للنظام الأيكولوجي لسطح العين». وهي عملية تكرارية يتم من خلالها استخدام أجهزة مصنوعة حسب الطلب، تحافظ على صحة سطح العين وتحسن النظر لمرضى الحساسية الربيعية.